# Sabitra Bhandari
Sabitra Bhandari, née le 23 mai 1996 à Manang, est une footballeuse internationale népalaise. Elle évolue actuellement au poste d'attaquante au Wellington Phoenix.

## Biographie

### Carrière en club
Sabitra Bhandari commence sa carrière en 2014 avec la Armed Police Force, dont le club de football est l'un des meilleurs du pays. Elle y gagne son surnom, "Samba". En 2018, elle remporte le championnat du Népal et est nommée meilleure joueuse.
En 2019, elle quitte le Népal pour l'Inde et s'engage avec le Sethu FC, avec qui elle remporte le championnat dès sa première saison, en marquant un doublé en finale. Elle signe ensuite au Gokulam Kerala, où elle décroche à nouveau le titre en 2020. Elle subit une rupture du ligament croisé en février 2021 et se fait opérer au Qatar. Elle retourne au Népal en février 2022 pour reprendre le football avec l'AFC. En juillet 2022, elle signe un nouveau contrat au Gokulam Kerala. Elle remporte un nouveau titre et termine meilleure buteuse de la saison 2023 avec 29 réalisations.
Bhandari part ensuite pour l'Europe et s'engage à l'été 2023 chez les Israéliennes du Hapoel Ra'anana. Elle rentre au Népal dès le mois de novembre alors que la guerre à éclaté en Palestine.
Le 1er février 2024, elle signe à Guingamp en première division française. Avec les Bretonnes, elle inscrit son premier but le 2 mars 2024 face au LOSC.

### Carrière en sélection
Avec le Népal, Bhandari devient la meilleure buteuse de l'histoire de la sélection. Elle emmène plusieurs fois son équipe en finale du championnat d'Asie du Sud.

## Palmarès
APF FC
- Championnat du Népal (1) :
  - Championne en 2018

 Sethu FC
- Championnat d'Inde (1) :
  - Championne en 2019

 Gokulam Kerala
- Championnat d'Inde (2) :
  - Championne en 2020 et 2023